# Tenor Madness
Albums de Sonny Rollins
Sonny Rollins Plus 4
(1956) Saxophone Colossus
(1956)
Tenor Madness est un album du saxophoniste ténor américain Sonny Rollins sorti en 1956 sur le label Prestige. L'album est notamment célèbre pour le morceau éponyme et qui propose une rencontre unique entre les deux saxophonistes ténor Sonny Rollins et John Coltrane.

## Contexte
Les deux saxophonistes, Sonny Rollins et John Coltrane ont à cette époque déjà travaillé avec de grands musiciens comme Miles Davis et Thelonious Monk. Le duo qu'ils interprètent sur cet album est cependant inédit,. Une session d'enregistrement a lieu le 24 mai 1956 au Rudy Van Gelder Studio situé à Hackensack dans le New Jersey. John Coltrane, Red Garland, Paul Chambers et Philly Joe Jones enregistrent ce jour-là avec Miles Davis. Au même moment dans ce studio, Sonny Rollins travaille sur son album Sonny Rollins Plus 4. Il est courant à cette époque pour les musiciens de jazz de faire des enregistrements dans le même studio afin d'enregistrer quelques morceaux ensemble. Ainsi Rollins et des membres du groupe de Miles Davis ont enregistré des morceaux qui permettront plus tard de réaliser l'album Tenor Madness.
| Musicien         | Instrument      | Titre |  | Équipe technique |                       |
| ---------------- | --------------- | ----- |  | ---------------- | --------------------- |
| Sonny Rollins    | saxophone ténor | 1 - 5 |  | Bob Weinstock    | producteur            |
| John Coltrane    | saxophone ténor | 1     |  | Rudy Van Gelder  | ingénieur du son      |
| Red Garland      | piano           | 1 - 5 |  | Bob Parent       | photographie          |
| Paul Chambers    | contrebasse     | 1 - 5 |  | Ira Gitler       | liner notes d'origine |
| Philly Joe Jones | batterie        | 1 - 5 |  |                  |                       |

## Titres
Le morceau Tenor Madness est adapté d'un blues de douze mesures connu sous le nom de Oop-Bop-Sh'Bam et ajusté pour le jeu du saxophone ténor. Il est interprété par un échange à trois sur 4 mesures : Coltrane-Rollins-Jones puis entre Coltrane et Rollins. Le duo de douze minutes entre Rollins et Coltrane et la mélodie blues en bémol sont devenus un classique de Sonny Rollins. Il est aisé de faire la différence entre les deux saxophonistes, alors que Coltrane a un son plus énergique et plein d'entrain celui de Rollins est au contraire doux et modéré. Toutefois les deux sont complémentaires, comme le dit le critique de jazz Dan Krow, et le morceau ne ressemble pas à une compétition entre les deux saxophonistes, à l'avenir prometteur.
When Your Lover Has Gone est une composition de Einar Aaron Swan datant de 1931, qui est ré-interprétée ici comme un morceau de blues dirigé par la batterie. Paul's Pal est un morceau de swing sautillant, composé par Sonny Rollins en hommage à Paul Chambers, contrebassiste dans le quintet de Miles Davis et sur cet album. La balade de Larry Clinton et Claude Debussy nommée "My Reverie" est assez inattendue et est un remarquable exemple des capacités lyriques de Sonny Rollins parmi ses enregistrements des années 1950. The Most Beautiful Girl in the World est un morceau composé par Rodgers & Hart pour le spectacle musical Jumbo en 1935, qui est interprété ici comme une valse jazz à un rythme rapide 4 / 4,.
| N° | Titre                                | Compositeur                   | Durée |
| -- | ------------------------------------ | ----------------------------- | ----- |
| 1. | Tenor Madness                        | Sonny Rollins                 | 12:11 |
| 2. | When Your Lover Has Gone             | Einar Aaron Swan              | 6:09  |
| 3. | Paul's Pal                           | Sonny Rollins                 | 5:10  |
| 4. | My Reverie                           | Larry Clinton, Claude Debussy | 6:05  |
| 5. | The Most Beautiful Girl in the World | Richard Rodgers, Lorenz Hart  | 5:31  |

## Réception
L'auteur Bill Cole dans son ouvrage nommé John Coltrane, écrit à propos de l'éventuel esprit de compétition entre les deux saxophonistes : « ce qui en a résulté était l'antithèse de cela. Extrêmement complémentaires tout au long du morceau, échangeant les phrases, c'était littéralement une communication par le langage de la musique. » et ajoute aussi plus loin qu'« ils étaient tellement en harmonie l'un et l'autre qu'ils poursuivraient l'échange sur plusieurs mesures pour atteindre le point culminant d'une idée spécifique. Cela est particulièrement vrai entre la trente et unième et la trente-huitième mesure ». Il mentionne également que Tenor Madness était jusque-là le solo le plus long enregistré par Coltrane avec 42 mesures en incluant les échanges de solos.
Dans son ouvrage Sonny Rollins: the cutting edge, l'auteur Richard Palmer qualifie les quatre morceaux sans Coltrane de « jolis » c'est-à-dire que « Coltrane avait besoin de quelques années avant que cet adjectif puisse régulièrement et en toute confiance être appliqué à son travail. Et il est cruellement ironique qu'avec le temps cela soit arrivé, il avait en effet dépassé Rollins, non seulement comme premier ténor, mais comme un maître musicien en pleine possession de sa vision et sa technique et de la façon de marier les deux. ».
Sur AllMusic, Michael G. Nastos indique que « Tenor Madness a été l'enregistrement qui une fois pour toutes, établit Newk comme l'un des plus importants saxophonistes ténors, une récompense qui après coup, a continué durant six décennies complètes » et il conclut que c'est « un enregistrement qui doit se tenir fièrement à côté de Saxophone Colossus parmi les meilleures créations de Sonny Rollins de ses premières années, c'est aussi une preuve de la solidité, la vitalité et la profondeur du jazz moderne dans la période après guerre. Il convient à l'étagère de tous ». L'auteur et musicien Peter Niklas Wilson l'a appelé « l'un des plus célèbres enregistrements combo des années 1950 ».